# Messier 11
A Messier 11 (más néven Vadkacsa-halmaz, M11, vagy NGC 6705) nyílthalmaz a Pajzs csillagképben.

## Felfedezése
Az M11 nyílthalmazt 1681-ben fedezte fel Gottfried Kirch, a berlini obszervatórium német csillagásza. 1733 környékén sikerült William Derhamnak csillagokra bontania. Charles Messier 1764. május 30-án katalogizálta.

## Tudományos adatok
A halmaz korát 220-500 millió évre becsülik. Trumpler a II,2,r osztályba sorolta be, néhány újabb besorolás I,2,r típusúnak tekinti. Az objektum 22 km/s sebességgel távolodik a Földtől.
Legfényesebb csillaga 9 magnitudós, a többi 11 magnitudós vagy halványabb.

## Megfigyelési lehetőség
Megfelelő körülmények között szabad szemmel is észlelhető.